# Andrónico Paleólogo Cantacuceno
Andrónico Paleólogo Cantacuceno (en griego: Ανδρόνικος Παλαιολόγος Καντακουζηνός; fallecido el 4 de junio de 1453) fue el último gran doméstico del Imperio bizantino. Estuvo presente en la ciudad durante la caída de Constantinopla en 1453. Formó parte del grupo de altos funcionarios imperiales ejecutados por el sultán otomano Mehmed II cinco días después de la toma de la ciudad.
Andrónico estuvo entre los que aconsejó al emperador Constantino XI Paleólogo que tomara por tercera esposa a Ana, hija del emperador David de Trebisonda, en lugar de Mara, hija de Đurađ Branković, déspota de Serbia. Su nombre aparece en el tratado entre Bizancio y Venecia celebrado en abril de 1448, en lugar de Demetrio Paleólogo Cantacuceno, que estaba indispuesto en ese momento.
Es probable que sea el gran doméstico Cantacuceno a quien el emperador Juan VIII Paleólogo envió en el otoño de 1436 para persuadir a los serbios de que enviaran una delegación al Concilio de Florencia en relación con la Unión de Iglesias. El historiador Silvestre Siropoulos describe a este hombre como el «cuñado del déspota de Serbia»; Andrónico Paleólogo Cantacuceno era hermano de Irene Cantacuceno, esposa de Đurađ Branković. La iglesia serbia se negó a participar en este concilio, y si la identificación es correcta, podría explicar la motivación de Andrónico para oponerse al matrimonio entre el emperador Constantino y Mara Branković.

## Familia
Según la genealogía de su esposa escrita por Hugues Busac, era hermano de Jorge Paleólogo Cantacuceno, y posiblemente hijo de Demetrio I Cantacuceno o de su hermano Teodoro Cantacuceno. Estaba casado y tuvo al menos un hijo que se casó con la hija del megaduque Lucas Notaras. El historiador Ducas cuenta cómo el joven Cantacuceno fue acompañado por su suegro a su ejecución.